# 富山弥兵衛
富山 弥兵衛（とみやま やへえ、天保14年（1843年） - 慶応4年閏4月1日（1868年5月22日））は、新選組隊士、御陵衛士。通称は弥兵衛、四郎。諱は豊国。

## 来歴
1843年、薩摩藩士の子弟として生まれる。でっぷりと太っていたらしい。1864年、新選組に加盟して七番大砲組に属し、翌1865年には伍長をつとめた。のち、伊東甲子太郎らと共に御陵衛士結成に参加する。油小路事件では新選組との乱闘の末現場を脱出し、のちに薩摩藩に匿われた。のち、伏見街道で阿部十郎ら御陵衛士残党と共に近藤勇を襲撃した（黒染事件）。
戊辰戦争では薩摩藩に属し、鳥羽・伏見の戦いに薩摩藩兵として参加。越後出雲崎にて会津藩の動向探索に従事したが、水戸諸生党に捕らえられ、一時は逃走したものの、失敗して1868年の閏4月に殺害された。その首は梟首されたが、捨札には「後世諸士ノ亀鑑大丈夫ノ士（=後世の武士諸君の手本となる大丈夫の士）」と勇戦をうたわれた。享年26。小木の城山(西越郷土誌編纂会)に書かれている目撃者の証言よれば「もぢり袖の着物を着て、端を内側に折って、小納戸の股引に脚絆を穿いてゐた。何の気なしに見て居たが、後から追手が来たので、上方の忍びの者ででもあろうかと話して居た」という。出雲崎の教念寺に墓碑が現存し、「薩摩藩士　富山四郎豊國之碑」と刻まれている。
辞世の句では「から人は死してぞ止まめ我はまたなな世をかけて国につくさん」と書かれている

## 備考
- 新選組加盟は、内田政風が間者として送り込ませて加盟したとされる[要出典]。加盟を前に薩摩藩出身を理由として密偵の嫌疑をかけられたが、伊東が取りなしたため加盟が許されたとされる。
- 殺害された富山は全身約50ヶ所を串刺しにされたと伝わる[要出典]。遺体は戦線にて埋葬されたが、のち新潟県上越市高田に合装墓が造られたという。のち、靖国神社に祭祀された。

## 小説
- 司馬遼太郎『新選組血風録』（短編「弥兵衛奮迅」）
- 津本陽『密偵 幕末明治剣豪綺談』 (短編「弥兵衛斬り死に」) 角川書店 1989
- 中村彰彦『新選組秘帖』 (短編「近藤勇を撃った男」)新人物往来社 2002